# Mlangali
Mlangali è una circoscrizione mista (mixed ward) della Tanzania situata nel distretto di Ludewa, regione di Njombe. Conta una popolazione di 12 977 abitanti (censimento 2012).